# Hôpital Pierre Rouquès - Les Bluets
L'hôpital Pierre Rouquès - Les Bluets, aussi connu sous le nom de maternité des Bluets, est un hôpital situé au 4, rue Lasson dans le 12e arrondissement de Paris, à proximité de l'hôpital Armand-Trousseau.

## Histoire

### Rue des Bluets
À l'initiative de l'Union des syndicats CGT de la métallurgie de la région parisienne (USM-RP), un centre de santé est ouvert en 1937 au 9, rue des Bluets dans le 11e arrondissement de Paris, auquel s'ajoutent en 1947 une maternité et une annexe au 94, rue Jean-Pierre-Timbaud. Le film Les Métallos, commandé en 1938 par la fédération des travailleurs de la métallurgie, présente le fonctionnement de la polyclinique nouvellement ouverte, présentée comme un établissement à la pointe du progrès.
En 1951, la « polyclinique des Bluets » est renommée centre de santé « Docteur Pierre-Rouquès », en hommage au chirurgien et militant communiste qui avait contribué à sa création.
Dans les années 1950, la maternité fut pionnière pour l'ensemble des techniques dites d'accouchement sans douleur. Les premiers cours donnés en France aux futures accouchées y furent dispensés par les équipes du docteur Fernand Lamaze.

### Rue Lasson
En 2007, le centre est rebaptisé « Hôpital Pierre Rouquès - Les Bluets » et est déplacé au 4, rue Lasson dans le 12e arrondissement de Paris. Il abrite, en plus de la maternité, un centre de planning familial et un centre de procréation médicalement assistée.
L’établissement fait face à des difficultés financières depuis plusieurs années et la secrétaire générale de la CGT, Sophie Binet, apporte son soutien en 2023,.
En 2024, l'hôpital s'est classé à la première place des meilleures maternités de Paris et d'Île-de-France. Déjà couronné en 2022, il avait auparavant occupé la troisième position en 2023.